# 愛され女と独身有田〜運命を変える婚活TV〜
愛され女と独身有田〜運命を変える婚活TV〜（あいされおんなとどくしんありた うんめいをかえるこんかつティーヴィー）は、日本テレビにて、2015年10月6日より2016年9月26日（最終回）の火曜0:59 - 1:29（月曜24:59 - 25:29）までに放送されたバラエティ番組。有田哲平の冠番組。
2017年3月21日火曜23:59 - 0:54（翌24:54）にはプラチナイト枠で「独身女と新婚有田〜有名人459人の結婚から学ぶ幸せのつかみ方〜」を放送した。

## 出演者
- 有田哲平（くりぃむしちゅー）
- 既婚者のタレント
- 芸能事務所、劇団等に所属する一般人女性および男性

## スタッフ
- 企画・演出：那須太輔
- 構成：桜井慎一／カツオ、橋本俊哉
- TM：新名大作（2016年6月6日-）
- SW：渡辺滋雄
- CAM：榎本丈之
- MIX：勝又理行、篠田貴之
- VE：三山隆浩
- 照明：木村弥史、小笠原雅登
- 編集：青柳香織、宮島洋介
- MA：大江拓也
- ナレーター：阿座上洋平（第5回-）
- 音効：吉田比呂樹
- 美術プロデューサー：佐藤千穂
- デザイン：北原龍一
- メイク：小島梨香
- 大道具：前田忠輝
- 電飾：糸数青祥
- 小道具：米山幸市
- 技術協力：NiTRO、ヌーベルバーグ、ヌーベルアージュ
- 美術協力：日本テレビアート
- タイトルデザイン：平池優太（以前はイラスト）
- TK：石島加奈子
- デスク：府川麻衣子
- リサーチ：中原祐、瀧(龍)澤光春、藤原麻洲
- 演出補：横山優花、児玉佳純、中山侑奈
- ディレクター：若月雄一郎、保野祥子、山本祥太、今泉哲也、柳橋宏(弘)子、吉田直也
- 演出：岩本雅直
- プロデューサー：横田崇／菅原めぐみ、池田大史
- チーフプロデューサー：道坂忠久
- 制作協力：SION
- 製作著作：日本テレビ

### 過去のスタッフ
- TM：江村多加司
- ナレーター：新谷保志（日テレアナウンサー、第3回まで）、滑川洋平（第4回）
- 営業：江成真二（第1回のみ）
- 営業推進：影林雅子（第1回のみ）
- 編成：下村忠文、原司（第1回のみ）
- 宣伝：鈴木将大（第1回のみ）
- 演出補：三宅啓史